# جامعة الصين للبترول
جامعة الصين للبترول هي جامعة في الصين. وتتكون من فرعين هما جامعة الصين للبترول (بكين) ، وتقع في بكين ، وجامعة الصين للبترول (هوادونغ) ، وتقع في مدينة تشينغداو . كلاهما يعتبر كأفضل الجامعات في مجال المواد البترولية ذات الصلة في الصين. يتم وضعها تحت اختصاص وزارة التربية والتعليم . إنها جامعة مزدوجة من الدرجة الأولى تابعة لوزارة التربية والتعليم الصينية ، وتتمتع بوضع مزدوج من الدرجة الأولى في بعض التخصصات. 

## روابط خارجية
- جامعة الصين للبترول
- جامعة الصين للبترول (in Chinese)
- جامعة الصين للبترول ، بكين
- جامعة الصين للبترول ، بكين (in Chinese)
- جامعة الصين للبترول (الأرشيف)
- جامعة الصين للبترول ، بكين (الأرشيف)